# 素還真
素還真，號清香白蓮，為臺灣布袋戲影集《霹靂布袋戲》的第一男主角，1988年4月底在《霹靂金光》第十三集首次出場，有著名出場詩「半神半聖亦半仙，全儒全道是全賢，腦中經書藏萬貫，掌握文武半邊天。」
霹靂台灣台標誌採用素還真剪影（現已更改）。

### 腳註
1. ↑  葉子綱. . 中央通訊社. 2018-04-25  [2019-05-24]. （原始内容存档于2018-10-05） （中文（臺灣））.

### 其他
- 財團法人施合鄭民俗文化基金會，1990，布袋戲專輯。臺北：財團法人施合鄭民俗文化基金會。
- 陳慧書，2004，霹靂布袋戲中女性形象之演變（1986～2002）。國立臺灣師範大學歷史研究所碩士論文。
- 陳龍廷，1991，黃俊雄電視布袋戲研究。中國文化大學藝術研究所碩士論文。
- 林盟傑，2004，文化變遷下的布袋戲玩具變貌。中原大學商業設計研究所碩士論文。
- 呂理政，1991，布袋戲筆記，張炎憲主編。臺北：臺灣風物雜誌社。
- 洪盟凱，2002，從史豔文到素還真：霹靂布袋戲之文化變貌 （页面存档备份，存于）。輔仁大學大眾傳播學研究所碩士論文。
- 謝德錫編，1990，戲說布袋掌中乾坤，臺北市政府教育局出版，ISBN 957-02-7383-6。
- 論台灣布袋戲的傳承與演進─以霹靂布袋戲的史豔文與素還真為例[永久]
- 羅樹南、林民寧合編，中華民國九十年电影年鑑 （页面存档备份，存于），國家電影資料館出版。
- 新新人類舊「偶」像 （页面存档备份，存于），《台灣光華雜誌》1998年1月第154頁。
- 楊惠中，淺談霹靂布袋戲操偶師的間接表演藝術 Archive.today的存檔，存档日期2015-03-24，國立彰化師範大學台灣文學研究所
- 黃強華原著，霹靂人物出場詩選析 （页面存档备份，存于），霹靂新潮社，2013

## 外部連結
- 霹靂網 （页面存档备份，存于）：霹靂官方網站
- 霹靂創世錄：撰寫霹靂系列完整目錄&完整劇情&最新搶先看影片